# Krew w wodzie
Krew w wodzie (węg. melbourne-i vérfürdő, ros. kровь в бассейне) – nazwa, pod jaką znany jest mecz piłki wodnej pomiędzy drużynami Węgier i ZSRR, rozegrany w trakcie igrzysk olimpijskich w Melbourne w 1956. Mecz odbył się 6 grudnia 1956, został rozegrany niedługo po upadku powstania węgierskiego 1956. Drużyna Węgier zwyciężyła 4–0.
Nazwa meczu pochodzi od krwi Ervina Zádora, która zabarwiła wodę, gdy po uderzeniu przez radzieckiego zawodnika Walentina Prokopowa został rozcięty jego łuk brwiowy. Po latach Zádor przyznał, że Prokopow został przez Węgrów sprowokowany. Po tym niesportowym zagraniu publiczność, w większości kibicująca Węgrom, próbowała wymierzyć sprawiedliwość na własną rękę. Sędzia był zmuszony przerwać mecz na kilka minut przed zakończeniem i uznać zwycięstwo drużyny prowadzącej.

## Tło zawodów

### Tło historyczne
Od 1945 do 1956 roku, sekretarzem generalnym Węgierskiej Partii Robotniczej był desygnowany przez Józefa Stalina Mátyás Rákosi, który znany był ze swoich dyktatorskich i twardych rządów. W latach 1952–1953 był także premierem, jednak po śmierci Stalina został zmuszony przez ZSRR do rezygnacji, na rzecz bardziej liberalnego Imre Nagya. Pod naciskami Rákosiego, Nagy ustąpił jednak w 1955, a w jego miejsce powołano Andrása Hegedüsa. W kraju widoczne było powszechne niezadowolenie z ówczesnego poziomu życia i polityki rządzących. Sowieci, obawiający się wybuchu zamieszek, usunęli Rákosiego ze stanowiska sekretarza generalnego partii w lipcu 1956. Następcą został jego bliski współpracownik Ernő Gerő, wieloletni przywódca tajnej policji komunistycznej.
23 października studenci politechniki w Budapeszcie rozpoczęli manifestacje, do których wkrótce dołączyli mieszkańcy miasta. Nasiliły się one po prosowieckim wystąpieniu Ernő Gerő. Wobec tej sytuacji, Gerő poprosił wojska radzieckie o zbrojną interwencję, których przybycie potwierdził premier András Hegedüs, podpisując formalny dokument w tej sprawie. Obydwaj zostali usunięci ze stanowisk i uzyskali schronienie w ZSRR. Premierem został ponownie Nagy. Początkowo wynegocjował zawieszenie broni z Sowietami. Podczas krótkotrwałych rządów próbował dokonać reform: m.in. rozwiązał Węgierską Partię Pracujących, tworząc na jej miejsce Węgierską Socjalistyczną Partię Robotniczą (WSPR). Nagy rozwiązał tajną policję, ogłosił neutralność Węgier i wystąpienie kraju z Układu Warszawskiego, podjął rokowania w sprawie całkowitego wycofania Armii Radzieckiej oraz zapowiedział przywrócenie wolnych wyborów. Działania te zaniepokoiły Sowietów. 1 listopada János Kádár (wicepremier i minister w rządzie Nagya), razem z Ferencem Münnichem, polecieli do Moskwy. Tam dowiedzieli się, że władze radzieckie podjęły decyzję o powstrzymaniu powstania, na czele nowego rządu miał stanąć Kádár. Po interwencji zbrojnej Armii Radzieckiej został premierem utworzonego w Szolnoku „Rewolucyjnego Rządu Robotniczo-Chłopskiego”. 7 listopada 1956 przybył wraz z rządem do Budapesztu i przejął władzę. Powstanie trwało do 10 listopada.

### Przed igrzyskami
W październiku 1956, reprezentanci Węgier przebywali na obozie treningowym nieopodal Budapesztu. Wiedzieli, że w stolicy trwają studenckie zamieszki, słyszeli strzały dochodzące z Budapesztu. Po tygodniu okazało się, że protesty nadal trwają. W ostatnich dniach października Ervin Zádor, jeden z kadrowiczów, wymknął się potajemnie z obozu i udał się do stolicy, by spotkać się ze swoją matką. Po powrocie zdał relacje z wydarzeń, jakie zaobserwował w mieście.
1 listopada, gdy żołnierze Armii Czerwonej przekraczali granicę węgierską, kadrowicze węgierscy, pod eskortą radzieckich żołnierzy, zostali wyprawieni do Czechosłowacji, w której – odcięci od informacji z kraju – czekali na odlot do Melbourne. 3 i 4 listopada, czyli w dniach głównego ataku armii radzieckiej, Węgrzy wylecieli z Pragi do Australii. O skali wydarzeń na Węgrzech, reprezentanci dowiedzieli się dopiero po przyjeździe do Australii. Jeden z węgierskich waterpolistów, który znał dobrze język angielski, zakupił w Darwin anglojęzyczną gazetę, w której opisano niepowodzenie powstania węgierskiego. Podczas ceremonii otwarcia igrzysk, zawodnicy węgierscy maszerowali z czarnymi opaskami na ramionach.

## Przebieg turnieju

### Przed meczem

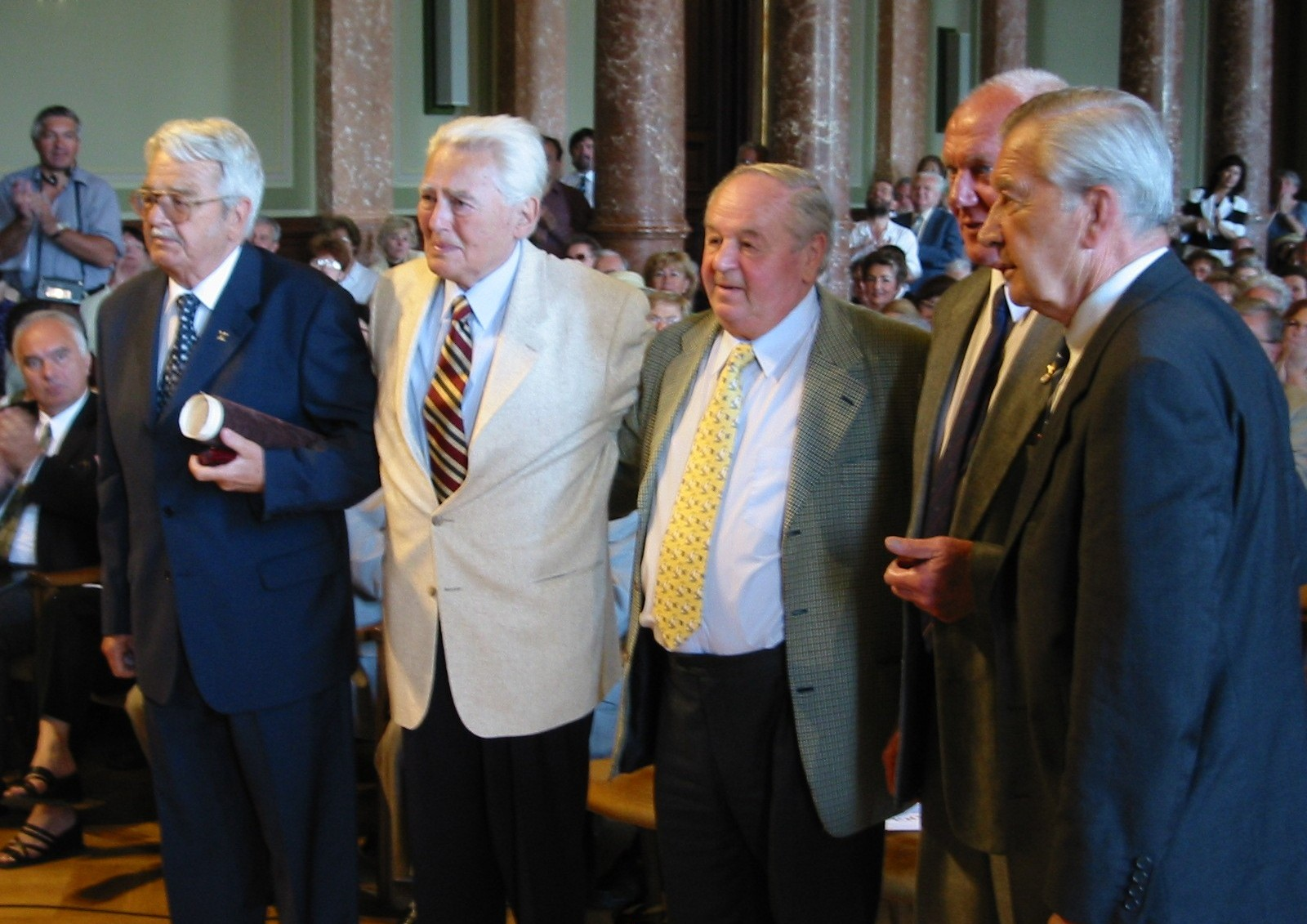
Piłkarze wodni Węgier w 2004 roku (od lewej stoją: László Jeney, Kálmán Markovits, György Kárpáti, Antal Bolvári, Dezső Gyarmati)

Reprezentanci Związku Radzieckiego trafili do grupy A, razem z Australią, Rumunią i Jugosławią. W pierwszym spotkaniu Sowieci zmierzyli się z aktualnymi wicemistrzami olimpijskimi, czyli reprezentacją Jugosławii. Lepsi okazali się Jugosłowianie, którzy wygrali 3-2. Kolejny mecz waterpoliści ZSRR wygrali 4-3 z Rumunią, zaś gospodarzy turnieju pokonali wyraźnie 3-0. Z każdej grupy awansowały po dwa zespoły, więc radzieccy zawodnicy grali dalej w turnieju. Z kolei Węgrzy grali w grupie B, wraz z drużynami Stanów Zjednoczonych i Wielkiej Brytanii. Węgrzy byli obrońcami tytułu olimpijskiego i faworytami do zwycięstwa tej grupy. Zgodnie z przewidywaniami wygrali oba mecze wysoko (6-1 z Brytyjczykami i 6-2 z Amerykanami) i awansowali dalej.
W drugiej części turnieju grało sześć narodowych zespołów, które grały systemem każdy z każdym. Nie grano jedynie z rywalami grupowymi, których pojedynki pierwszej grupy były liczone do drugiej (ZSRR nie grało z Jugosławią, a Węgrzy z Amerykanami). Spotkanie Węgry-ZSRR było dziewiątym meczem drugiej fazy (z dwunastu zaplanowanych). Węgrzy mieli do tego momentu trzy zwycięstwa, zaś Sowieci dwie wygrane i jedną porażkę.

### Mecz Węgry-ZSRR
Mecz Węgry-ZSRR odbył się 6 grudnia 1956 roku o 15:25 czasu lokalnego. Sędzią głównym tego spotkania był Szwed S. Zuckerman, a na trybunach zasiadło około 5,5 tysiąca kibiców. Kibice węgierscy zamienili komunistyczną wersję flagi swojego państwa na jej rewolucyjny odpowiednik (z wyciętym godłem zawierającym czerwoną gwiazdę).
Spotkanie to odbyło się tuż po krwawych protestach w Budapeszcie (w nocy z 5 na 6 grudnia), w których zginęło kilka osób. W całym kraju trwały strajki.

Gdy wchodziliśmy na basen, słyszeliśmy przeciągłe buczenie i krzyk: „Go, Hungary!”. Nie, to nie był normalny mecz.

W godzinach porannych Węgrzy stworzyli taktykę, wedle której mieli prowokować radzieckich zawodników. „Zdecydowaliśmy, że spróbujemy rozzłościć Rosjan poprzez ich dekoncentrację”, mówił po latach Ervin Zádor. Węgierscy zawodnicy znali bardzo dobrze język rosyjski, gdyż uczyli się go w szkole. Mecz rozgrywany był w napiętej atmosferze, przez całe spotkanie dochodziło do obustronnych kopnięć i uderzeń. Łącznie sędzia ukarał w tym spotkaniu pięciu zawodników (trzech Sowietów i dwóch Węgrów). Sympatia zgromadzonej publiczności stała po stronie Węgrów, gdyż w dużej mierze składała się z węgierskiej diaspory. Każda ich próba ataku na bramkę radziecką spotykała się z licznymi brawami i okrzykami, z kolei próby ataku drużyny przeciwnej przynosiły mnogie jęki i gwizdy. Według radzieckich piłkarzy, szwedzki sędzia prowadził pojedynek na korzyść węgierskiego zespołu. Jurij Szlapin stwierdził nawet, że „sędzia robił wszystko, aby Węgrzy wygrali”.

Wiedziałem, że w Budapeszcie młodzi ludzie strzelają na ulicach. Nie uważałem tego za dobre, ale my przyjechaliśmy grać w piłkę.

Już pierwsza bramka padła w kontrowersyjnych okolicznościach. Kapitan zespołu Dezső Gyarmati został sfaulowany przez Petra Mszwenieradze i sędzia podyktował rzut wolny. Węgier spudłował, jednak arbiter nakazał powtórkę akcji. Tym razem Gyarmati trafił niemal do pustej bramki, gdyż przeciwnicy nie zdążyli ustawić szyków obronnych. W tym samym momencie Węgier uderzył będącego obok radzieckiego defensora, wydarzenie to zarejestrowały kamery telewizyjne. Niedługo potem Wiaczesław Kuriennoj odpowiedział uderzeniem przeciwnika, za co został wysłany do strefy kar. Za podobne przewinienia zostali ukarani także Antal Bolvári i Boris Markarow.
W międzyczasie piłkarze wodni Węgier zdobywali kolejne bramki, drugą zdobył w drugiej kwarcie Zádor (po rzucie karnym), kolejne strzelili György Kárpáti i Antal Bolvári. Kibice zgromadzeni na trybunach krzyczeli Hajrá magyarok! (Naprzód Węgrzy).

Czuliśmy, że graliśmy nie tylko dla siebie, ale dla każdego Węgra. Ta gra była jedyną drogą, na której mogliśmy się im oprzeć.

W drugiej kwarcie, według kapitana węgierskiego zespołu, Walentin Prokopow i Boris Markarow zaczęli grać wyjątkowo brutalnie i nazywać Węgrów „faszystami”. W czwartej części spotkania, kilka minut przed końcem spotkania, Węgrzy prowadzili 4-0. Zádor uderzył Petra Mszwenieradze w głowę, jednak sędzia nie odgwizdał tego przewinienia. Wywołało to gwałtowną reakcję Walentina Prokopowa, z którym Zádor toczył wcześniej potyczki słowne. Mimo że piłka znajdowała się po drugiej stronie boiska, Rosjanin uderzył Węgra pięścią w okolice łuku brwiowego przy prawym oku. Woda wokół niego zabarwiła się na czerwono, zaś na jego twarzy pojawiły się dwie głębokie rany. Gdy wyszedł z basenu, z jego twarzy spływał strumień krwi. Rozzłoszczeni kibice i działacze węgierscy zaczęli przeskakiwać barierki, wymachiwać pięściami i ubliżać zawodnikom radzieckim. Wersje dalszych wydarzeń są niezgodne. Według jednej z nich, oficjele oraz policja odprowadzili kibiców z powrotem na trybuny, jednak przez kolejne minuty halę olimpijską przenikały gwizdy i jęki, kierowane w stronę radzieckich sportsmenów. Gracze ZSRR, po krótkiej zespołowej rozmowie, mieli przerwać spotkanie i opuścić basen. Obserwatorzy twierdzili, że dzięki sprawnej akcji australijskiej policji udało się uniknąć samosądu ze strony wzburzonych kibiców. Według innej wersji, zawodnicy w basenie toczyli drużynową bójkę, podobnie jak kibice na brzegu. Policja australijska nie była w stanie zaprowadzić porządku, a po kilku minutach waterpoliści zaczęli opuszczać basen i eskortowani przez policję udali się do szatni

Nadszedł gwizdek, spojrzałem na sędziego. I ten moment, w którym wiedziałem, że popełniłem ogromny błąd. Obróciłem się, gdy on [Walentin Prokopow] uderzył mnie w twarz wyprostowaną ręką. Próbował mnie znokautować. Widziałem około cztery tysiące gwiazd i poczułem na mojej twarzy lejącą się ciepłą krew. Natychmiast powiedziałem „O mój Boże, nie będę mógł zagrać w następnym meczu”.

W spotkaniu Węgier i Jugosławii, czyli dwóch niepokonanych drużyn, padł wynik 2-1. Sowieci wygrali 6-4 z Niemcami. Węgrzy zostali mistrzami olimpijskimi, drugie miejsce zajęli Jugosłowianie, zaś brązowe medale trafiły do waterpolistów radzieckich.

#### Składy drużyn
Źródło:
| WęgryOttó Boros · György Kárpáti · Dezső Gyarmati · Kálmán Markovits · Antal Bolvári · Mihály Mayer · Ervin Zádor | ZSRRBoris Gojchman · Jurij Szlapin · Wiaczesław Kuriennoj · Piotr Breus · Petre Mszwenieradze · Walentin Prokopow · Boris Markarow |

## Następstwa
O incydencie w Melbourne pisały gazety na całym świecie, a zdjęcia krwawiącego Zádora zostały pokazane w mediach masowego przekazu. W Polsce nie zostały jednak opublikowane artykuły na ten temat.
Po igrzyskach olimpijskich połowa węgierskich olimpijczyków nie powróciła do kraju. Piłkarze wodni udali się na miesięczne tournée po Stanach Zjednoczonych, na zaproszenie tamtejszego komitetu olimpijskiego. Wielu z nich zostało już tam na stałe, w tym Ervin Zádor. Jednym z nielicznych, który pozostał w kraju był György Kárpáti.
Do tego wydarzenia historycznego nawiązują dwa filmy, oba powstałe w 2006 roku w 50. rocznicę wydarzeń z Melbourne. Węgierski dramat historyczny 1956 Wolność i miłość (węg. Szabadság, szerelem) oraz film dokumentalny wyprodukowany m.in. przez Quentina Tarantino i Lucy Liu zatytułowany Freedom's Fury. Pierwszy z filmów był wyświetlany w Białym Domu, oglądał go m.in. prezydent Stanów Zjednoczonych George Bush.